# 마코코

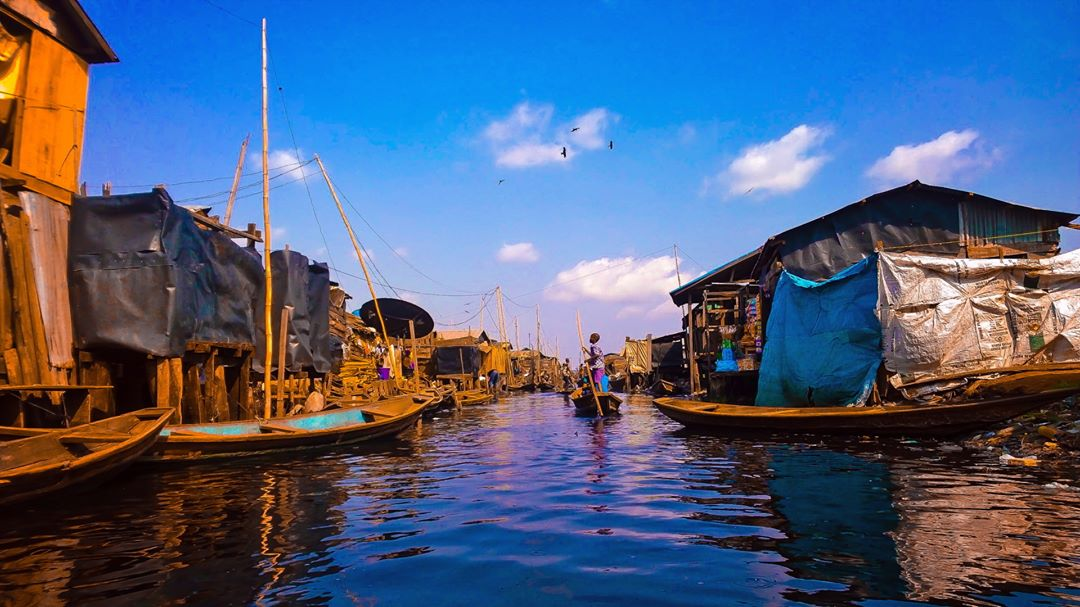

마코코(Makoko)는 나이지리아 라고스 본토 해안에 위치한 제3본토 다리 건너편의 비공식 정착지다.
19세기에 건설되었으며, 3분의 1은 라고스 석호 위의 호상 가옥으로 되어있고, 나머지는 지면에 자리잡고 있다.
주민 다수는 베냉에서 이주해온 사람들로, 대부분 어업에 종사한다.